# Oșciv, Horohiv
Oșciv (în ucraineană Ощів) este un sat în comuna Tereșkivți din raionul Horohiv, regiunea Volînia, Ucraina.

## Demografie
Componența lingvistică a localității Oșciv
     Ucraineană (99,58%)
     Alte limbi (0,42%)
Conform recensământului din 2001, majoritatea populației localității Oșciv era vorbitoare de ucraineană (99,58%), existând în minoritate și vorbitori de alte limbi.